# Капелль, Марсель
Марсе́ль Капе́лль (фр. Marcel Capelle; 11 декабря 1904 — 1993) — французский футболист, защитник сборной Франции, участник чемпионата мира 1930.

## Карьера

### Клубная
Марсель Капелль в течение карьеры выступал за парижский «Расинг», а также «Сет» и «Сент-Этьен». В составе «Расинга» участвовал в первом чемпионате Франции. Второй чемпионат Капелль провёл в «Сете», с которым по итогам сезона стал чемпионом страны.

### В сборной
Дебютировал за сборную Франции 13 апреля 1930 года в товарищеском матче против сборной Бельгии, проигранном французами со счётом 1:6. В 1930 году принимал участие в первом чемпионате мира по футболу. На турнире защитник провёл 3 матча.

## Статистика

### В чемпионатах Франции
| Клуб           | Сезон   | Лига   | Игры | Голы |
| -------------- | ------- | ------ | ---- | ---- |
| Расинг         | 1932/33 | Лига 1 | 13   | 0    |
| Сет            | 1933/34 | Лига 1 | 12   | 0    |
| Сент-Этьен     | 1934/35 | Лига 1 | 23   | 0    |
| Всего в Лиге 1 |         |        | 25   | 0    |
| Всего          |         |        | 48   | 0    |

### В сборной
| Матчи Капелля за сборную Франции | Матчи Капелля за сборную Франции | Матчи Капелля за сборную Франции | Матчи Капелля за сборную Франции | Матчи Капелля за сборную Франции | Матчи Капелля за сборную Франции | Матчи Капелля за сборную Франции |
| -------------------------------- | -------------------------------- | -------------------------------- | -------------------------------- | -------------------------------- | -------------------------------- | -------------------------------- |
| №                                | Дата                             | Соперник                         | Счёт                             | Голы Капелля                     | Турнир                           |                                  |
| 1                                | 13 апреля 1930                   | Бельгия                          | 1:6                              | -                                | Товарищеский матч                |                                  |
| 2                                | 11 мая 1930                      | Чехословакия                     | 2:3                              | -                                | Товарищеский матч                |                                  |
| 3                                | 18 мая 1930                      | Шотландия                        | 0:2                              | -                                | Товарищеский матч                |                                  |
| 4                                | 25 мая 1930                      | Бельгия                          | 2:1                              | -                                | Товарищеский матч                |                                  |
| 5                                | 13 июля 1930                     | Мексика                          | 4:1                              | -                                | ЧМ—1930                          |                                  |
| 6                                | 15 июля 1930                     | Аргентина                        | 0:1                              | -                                | ЧМ—1930                          |                                  |
| 7                                | 19 июля 1930                     | Чили                             | 0:1                              | -                                | ЧМ—1930                          |                                  |
| 8                                | 25 января 1931                   | Италия                           | 0:5                              | -                                | Товарищеский матч                |                                  |
| 9                                | 14 мая 1931                      | Англия                           | 5:2                              | -                                | Товарищеский матч                |                                  |

## Достижения
- Чемпион Франции (1): 1933/34
- Обладатель Кубка Франции (1): 1933/34 (в финале не играл)[3]
- Финалист Кубка Франции (1): 1929/30